# Geringde piepertiran
De geringde piepertiran (Corythopis torquatus) is een zangvogel uit de familie Tyrannidae (tirannen).

## Verspreiding en leefgebied
Deze soort komt voor in het Amazonegebied en telt drie ondersoorten:
- C. t. sarayacuensis: zuidoostelijk Colombia, oostelijk Ecuador en noordoostelijk Peru.
- C. t. anthoides: zuidelijk Venezuela, de Guyana's en noordelijk en oostelijk Brazilië.
- C. t. torquatus: oostelijk Peru, noordelijk Bolivia en amazonisch westelijk Brazilië.

## Status
De grootte van de populatie is niet gekwantificeerd maar de soort wordt omschreven als vrij algemeen. Op de Rode lijst van de IUCN heeft deze soort de status niet bedreigd.